# 斜頭症
斜頭症（しゃとうしょう、英：plagiocephaly）とは、非対称な頭蓋の状態のこと。多くの場合、片側性の後頭部の平坦化と対側の前頭部の突出により菱形の頭蓋となる。

## 沿革
欧米と日本では、沿革に大きな違いがある。

### 欧米
欧米では、うつ伏せ寝が乳幼児突然死症候群の危険因子であることが判明したため、うつ伏せ寝の文化から仰向け寝の文化へと一大転換が図られた。しかし、その結果として乳幼児の頭蓋変形が飛躍的に増加し、頭蓋変形に対する医学的な研究が発展するとともに社会的な意識も高まった。そこで、「頭の形は親の責任（plagiocephaly is the parents' fault）」という考え方が広まりつつある。

### 日本
他方、日本では、そもそも仰向け寝の文化であったことに加えて、下記のような誤解が蔓延しているため、頭蓋変形に対する意識が高まらず、現在に至っている。
- 「頭の形は遺伝で決まる」という誤解
- 「頭の歪みは自然に治る」という誤解[6]
- 「いびつ頭は健康に影響しない」という誤解

## 種類
原因によって以下のように分類される。

### 骨癒合性斜頭症
骨癒合性斜頭症（こつゆごうせいしゃとうしょう、英；synostotic plagiocephaly）とは、乳幼児の片方の冠状縫合や人字縫合が早期癒合することによって起こる斜頭症のこと。頭蓋骨縫合早期癒合症の1種である。

### 頭位性斜頭症（変形性斜頭症）
頭位性斜頭症（とういせいしゃとうしょう、英；positional plagiocephaly）または変形性斜頭症（へんけいせいしゃとうしょう、英；defomatiomal plagiocephaly）とは、向き癖などの外圧により乳幼児の頭蓋が変形することによって起こる斜頭症のこと。位置的頭蓋変形症の1種である。骨癒合性斜頭症との対比において「非骨癒合性斜頭症（ひこつゆごうせいしゃとうしょう、英；nonsynostotic plagiocephaly）」と呼称されることもある。

## 疫学

### 日本
日本では、生後1カ月から7カ月までの正常乳児の70％に斜頭症がみられた。

### アメリカ
アメリカでは、1歳未満の乳児の16～48％に位置的頭蓋変形がみられた。

### カナダ
カナダでは、生後7から12週までの健康な新生児の46.6％に頭位性斜頭症がみられた。

## 診断
まずは、頭蓋骨縫合早期癒合症の診断を行う。
頭蓋変形に該当するかどうかは、頭長幅指数（英：cephalic index）によって診断する。

## 原因
頭位性斜頭症は、胎児期や乳児期に頭蓋へ外圧が加えられることによって発症する。

### 出生前
- 骨盤位（いわゆる逆子）[11]
- 横位
- 多胎
- 児童の骨盤腔内への早期下降

### 出生時
- 産道を通る際の外圧
- 吸引分娩
- 鉗子分娩

### 出生後
- 向き癖[5]
これが、頭位性斜頭症の主原因である。特に、保育器内で右向きに寝かされる低出生体重児には右斜頭が多く見られる[12]。
- ベビーカーやベビーシート
そのため、ベビーカーやベビーシートに乗せる時間を減らすよう勧告されており、代わりに抱っこ紐が推奨されている。どうしてもベビーカーやベビーシートに乗せるのであれば、巻いたタオルや枕を使うことが望ましい。
- 頭部の打撲

## 健康への影響

### 発達遅滞
発達遅滞（英：developmental delay）を生じさせる可能性がある。厚生労働省の医療ニーズの高い医療機器等の早期導入に関する検討会においても以下のように記載されている。
- 頭位性斜頭症の乳幼児110人を対象に、ベイリー乳幼児発達検査（BSID‐Ⅱ）を実施[16]。精神発達の点で発達が進んでいる児はおらず、7％の児に中度の遅れがみられ、3％の児に重度の遅れがみられた。運動技能発達の点で発達が進んでいる児はおらず、19％の児に中度の遅れがみられ、7％の児に重度の遅れがみられた。
- 生後6ヶ月の頭位性斜頭症の乳幼児と健康な乳幼児とを対象に、ベイリー乳幼児発達検査（BSID‐Ⅲ）を実施[17]。運動技能の点では、斜頭症児の方が平均して10ポイント低かった。認知・言語能力の点では、斜頭症児の方が平均して5ポイント低かった。
- 生後36ヶ月の頭位性斜頭症児と健康児とを対象に、ベイリー乳幼児発達検査（BSID‐Ⅲ）を実施[18]。認知・言語・適応行動の点で、斜頭症児と健康児の差が最も大きかった。運動発達の点で、斜頭症児と健康児の差が最も小さかった。
- 頭位性斜頭症児とその健康な兄弟姉妹を対象に、就学後の実態調査を実施[19]。頭位性斜頭症児の39.7％が、小学校で特別支援を受けていた。これに対し、同じ環境で育った健康な兄弟姉妹は、たった7.7％しか特別支援を受けていなかった。

### 頭痛
頭痛を発症する可能性がある。

### 乱視
乱視を発症する可能性がある。

### 顎関節症
顎関節症（英：Temporomandibular joint disorder）を発症する可能性がある。

### 斜頸
二次的斜頸（英：Torticollis）を発症する可能性がある。

### 脊柱側彎症
脊柱側彎症（英：Scoliosis）を発症する可能性がある。

## 外見への影響

### 顔面変形
位置的頭蓋変形症は顔面変形を伴うので、『位置的頭蓋顔面変形症』と呼称されることもある。斜頭症は、特有の非対称的な顔面になりやすい。

### 歯列異常
歯列異常を発症する可能性がある。

## 日常生活への影響
自転車用のヘルメットが合わなかったり、耳の位置が左右でずれているため眼鏡が上手くかけられない場合もある。
また、その見た目から学校などで苛めの対象になることもある。

## 予防
頭位性斜頭症には、以下のような予防法がある。

### タミータイム
タミータイム（英：tummy time）とは、乳幼児が起きているときに、保護者などの厳重な監督のもとで、乳幼児を腹ばいにして過ごさせる方法のこと。

### 体位変換法（リポジショニング）
体位変換法（英：repositioning）とは、乳幼児の頭の同じ位置ばかりが下に来ないように、乳幼児の体位を変える方法のこと。
治療法としても有効である。

## 治療
どちらの斜頭症も治療が必要である。厚生労働省の医療ニーズの高い医療機器等の早期導入に関する検討会においても以下のように記載されている。

### 外科治療
骨癒合性斜頭症では、外科治療を行うのが一般的である。

### ヘルメット治療
頭位性斜頭症では、頭蓋形状矯正ヘルメットによって矯正治療を行うのが一般的である。
大学病院等で、治療がなされる場合が多い。。
治療できるのは定頸する生後3カ月から大泉門が閉鎖する生後18カ月までとされている。至適開始時期については、生後5～6カ月といわれている。治療開始後に、医師が主導となって健診やヘルメット調整を行う場合と、技師（義肢装具士）が主導となってヘルメット調整を行う場合とに分かれる。 国産第一号:アイメット(Aimet)、大学病院取扱数国内一位：クルム(Qurum)などがある。
骨癒合性斜頭症でも、術後にヘルメット治療を行う場合がある。

ヘルメット治療については、厚生労働省の医療ニーズの高い医療機器等の早期導入に関する検討会において以下のように記載されている。
日本で流通しているヘルメットは以下の通り。
- アイメット（英: Aimet）[27]
- クルム (英: Qurum)[28]
- ベビーバンド[29]
- ミシガン頭蓋形状矯正ヘルメット（ミシガン大学式頭蓋形状誘導ヘルメット、英：Michigan Cranial Reshaping Orthosis）
- スターバンド（英：STARband）[30]

## 子どもが頭位性斜頭症である著名人
ブログ等で子どもが頭位性斜頭症であることを公表している著名人は次の通り。
- 秋山莉奈[31]
- 大渕愛子[32]

## 註釈
1. 1 2  Elements of morphology: Standard terminology for the head and face
2. 1 2  日本小児遺伝学会「国際基準に基づく小奇形アトラス 形態異常の記載法 ―写真と用語の解説」
3. ↑  Laughlin, J.; Luerssen, T. G.; Dias, M. S.; Committee On Practice Ambulatory Medicine (2011). "Prevention and Management of Positional Skull Deformities in Infants". Pediatrics. 128 (6): 1236–41. doi:10.1542/peds.2011-2220. PMID 22123884.
4. ↑  たとえば、Is plagiocephaly the parents fault? - BabyCenter
5. 1 2  第２２回　医療ニーズの高い医療機器等の早期導入に関する検討会について - 厚生労働省
6. ↑  高槻病院 赤ちゃんの頭の形外来参照
7. ↑  川口幸義・松下明成・河合尚志・古田千事「斜位乳児のハンドリングの指導について」
8. ↑  PMID 18678803
9. ↑  PMID 23837184
10. ↑  Choices, NHS. "Plagiocephaly and brachycephaly (flat head syndrome) - NHS Choices". www.nhs.uk. Retrieved 2016-05-30.
11. ↑  三宅裕治「新生児の頭蓋変形と骨盤位の関係」
12. ↑  三河春樹・小西行郎・鈴木茂夫・鈴木順子「低出生体重児における斜頭とinfantile scoliosisについて」
13. ↑  Martiniuk, Alexandra L. C. PhD; Vujovich-Dunn, Cassandra MIS, MIPH, PhD; Park, Miles PhD; Yu, William MBBS, MMed (ClinEpi), BSc; Lucas, Barbara R. MPH, PhD″Plagiocephaly and Developmental Delay: A Systematic Review″
14. ↑  Flat head syndrome linked to motor, language and cognitive delays - The George Institute for Global Health
15. ↑  PMID 16222180
16. ↑  PMID 16404269
17. ↑  PMID 20156894
18. ↑  Development at Age 36 Months in Children With Deformational PlagiocephalyPMID 23266929
19. ↑  PMID 10654986
20. 1 2 3 4 5  医院紹介 - AHS Japan
21. ↑  Binkiewicz-Glińska A, Mianowska A, Sokołów M, Reńska A, Ruckeman-Dziurdzińska K, Bakuła S, Kozłowska E“Early diagnosis and treatment of children with skull deformations. The challenge of modern medicine.”PMID 28216483
22. ↑  藍原康雄「乳幼児における位置的頭蓋顔面変形症に対するMolding Helmet治療の有用性」（医学のあゆみ 243(10): 916 -917 2012）
23. ↑  阪下和美『正常ですで終わらせない！子どものヘルス・スーパービジョン』（東京医学社、2017/4/15、ISBN 978-4885632761）pp89‐90。
24. ↑  Cleveland Clinic（クリーブランド・クリニック）"Repositioning Techniques for Infants"
25. ↑  東京女子医科大学　脳神経外科 頭蓋変形外来
26. ↑  高槻病院 赤ちゃんの頭の形外来
27. ↑  日本生まれの完全オーダーメイドなヘルメット アイメット - アイメット(Aimet)
28. ↑  赤ちゃんの未来まで｜日本製頭蓋矯正ヘルメット クルム - クルム(Qurum）-
29. ↑  “ベビーバンド 頭の形を治療する頭蓋形状矯正ヘルメット”. ベビーバンド(babyband) - 頭蓋形状矯正ヘルメット.   株式会社Berry. 2022年7月29日閲覧。
30. ↑  スターバンド - AHS Japan
31. ↑  「ヘルメット」 - 秋山莉奈オフィシャルブログ
32. ↑  「頭の形外来」 - 大渕愛子オフィシャルブログ